# José Mesa Cabrera
José Mesa Cabrera (Cruz Santa, Los Realejos; 31 de marzo de 1930-Tenerife, 8 de marzo de 1995) fue un músico, maestro y compositor español, quien se dedicó durante cincuenta años a la  interpretación, dirección, composición y enseñanza de la música en la isla. Fue fundador de la Agrupación Musical Cruz Santa, organización que cuenta con más de 76 músicos y unos 100 alumnos.

### Inicios
Nació el 31 de marzo de 1930, en el barrio de la Cruz Santa (perteneciente al entonces municipio del Realejo Alto). Cuando tenía nueve años de edad, inició sus primeros estudios de solfeo de la mano del cura párroco de la Cruz Santa, José Árvelo González y Luis González, quienes fundaron la banda musical con su respectiva academia, al juntar un buen número de niños con edades comprendidas entre los 9 y los 13 años, en agosto de 1939, recién finalizada la Guerra Civil.
El 19 de marzo de 1940, la banda, para ese entonces dirigida por Ernesto Villar, hizo su primera interpretación de la Marcha Real, con motivo de la onomástica de José Arvelo. Contaba con un grupo de 25 músicos. 
A los trece años de edad, viajó a Madrid en representación de Canarias con la banda de la Cruz Santa, la más joven de España, en el aniversario del jefe de Estado, Francisco Franco. José fue seleccionado para formar parte como trombón principal de entre todos los músicos nacionales asistentes al acto. Durante un mes aproximadamente, los músicos crusanteros dieron conciertos en parques y plazas madrileñas.
En el año 1945, Domingo Delgado González junto a Jesús Padrón Cejas, solicitaron a Mesa Cabrera como bombardino para la "Banda Municipal de la Villa de La Orotava". A partir de entonces, comienza a recibir instrucciones de bombardino con el maestro Juan Iglesia y por el entonces director de la banda municipal, José Berenguer, siendo estos dos últimos, junto a Emilio Bachiller Torres, sus más reconocidos maestros.
El Ayuntamiento de La Orotava le ofreció trabajar de jardinero, en tiempos de la banda municipal. Cuando la banda pasa a ser entidad privada como Agrupación Musical en el año 1955, siendo alcalde José Estévez Méndez, le ofrecen trabajar en la planta eléctrica de La Orotava.
Durante todos estos años y hasta 1970 compagina estas labores con la popular orquesta “Copacabana”. Esta agrupación, inicialmente denominada "Brisas del Teide", tuvo un gran éxito en las décadas de los años cincuenta y sesenta del siglo XX en las fiestas populares de las islas de Tenerife, La Palma, La Gomera y El Hierro, además por sus actuaciones en el Casino de Santa Cruz de Tenerife, en el Liceo de Taoro de la Villa de la Orotava y en los hoteles del Puerto de la Cruz.
En el año 1977, junto a otros músicos, creó la Agrupación Musical “Amigos del Valle”, de la que fue presidente y subdirector. Y en el año 1978, durante el transcurso de la celebración de la Semana Santa, cuando dicha banda orotavense estrenó la marcha fúnebre Santísimo Cristo a la Columna dedicada a la venerada imagen del Señor de La Columna de la parroquia de San Juan Bautista, en la Villa de La Orotava. En esta obra musical, José Mesa Cabrera intenta reflejar su admiración y devoción por esta imagen, ya que durante muchos años perteneció a la Venerable Esclavitud del Cristo orotavense.
El 23 de febrero de 1981, el día del debut oficial de la orquesta como fanfarria, se produjo el golpe de Estado del general Antonio Tejero en Madrid. Ese mismo día, sin todavía tener claridad del desenlace de los sucesos de la capital, los músicos tenían previsto un ensayo en la sociedad Liceo de Taoro que finalmente realizaron ante el asombro de su junta directiva.
Además de esa labor, combinó sus funciones de director con diversas agrupaciones musicales de la Villa, todas de distinta índole. Entre otras, cabe mencionar la fundación, en el año 1983, de la Gran Orquesta “Liceo Taoro”. En 1985, debido al fallecimiento del párroco de San Juan Bautista, Sotero Álvarez, pasó a la dirección del "Coro Parroquial de San Juan" (hoy en día "Coral Rómulo Betancourt de La Orotava").

### Músico y maestro
El 10 de noviembre de 1987, un grupo de vecinos de su barrio natal de La Cruz Santa, le impulsan a refundar la extinta banda de los años cuarenta, lo cual origina la actual “Agrupación Musical Cruz Santa”. 
El 10 de noviembre de 1987, en la Casa de la Cultura, se acuerda por los asistentes iniciar la tarea de poner en marcha la nueva banda con el mismo nombre que la anterior y se crea la Academia Guayarmina con 23 niños deseosos de conocer el mundo de la música. En el mismo local se efectuaban los ensayos y el aprendizaje, todo a cargo del citado maestro que, de manera altruista desarrolló su labor con mucho éxito. Más tarde el Casino de la Cruz Santa de forma desinteresada le proporcionó un bonito salón en los bajos del mismo y allí desarrollaron su actividad.
El debut en público de esta segunda etapa de la agrupación musical fue también un 19 de marzo (como la primera) pero de 1988, 48 años después. Durante la etapa de director de José Mesa Cabrera viajan a la Aldea de San Nicolás de Tolentino en Gran Canaria donde interpretan alguna de las obras más célebres de la formación como Villanueva, No Llores Por Mi Argentina y Perfidia.  
En ella ejerce como director, dejando tras de sí una escuela de jóvenes músicos que hoy en día integran esta banda, a través de la fundación de su propia academia musical. 

### Últimos años
En 1994, la Banda de Música de La Cruz Santa realiza un homenaje en vida a José Mesa Cabrera, el cual destacó por la participación de 32 bandas de toda la isla de Tenerife tocando al unísono en el Estadio “La Suerte” de La Cruz Santa. Ese mismo año, por la enfermedad que padece en ese entonces José Mesa, aparece la figura del joven, José Manuel Álvarez, quién toma las riendas de la agrupación. 

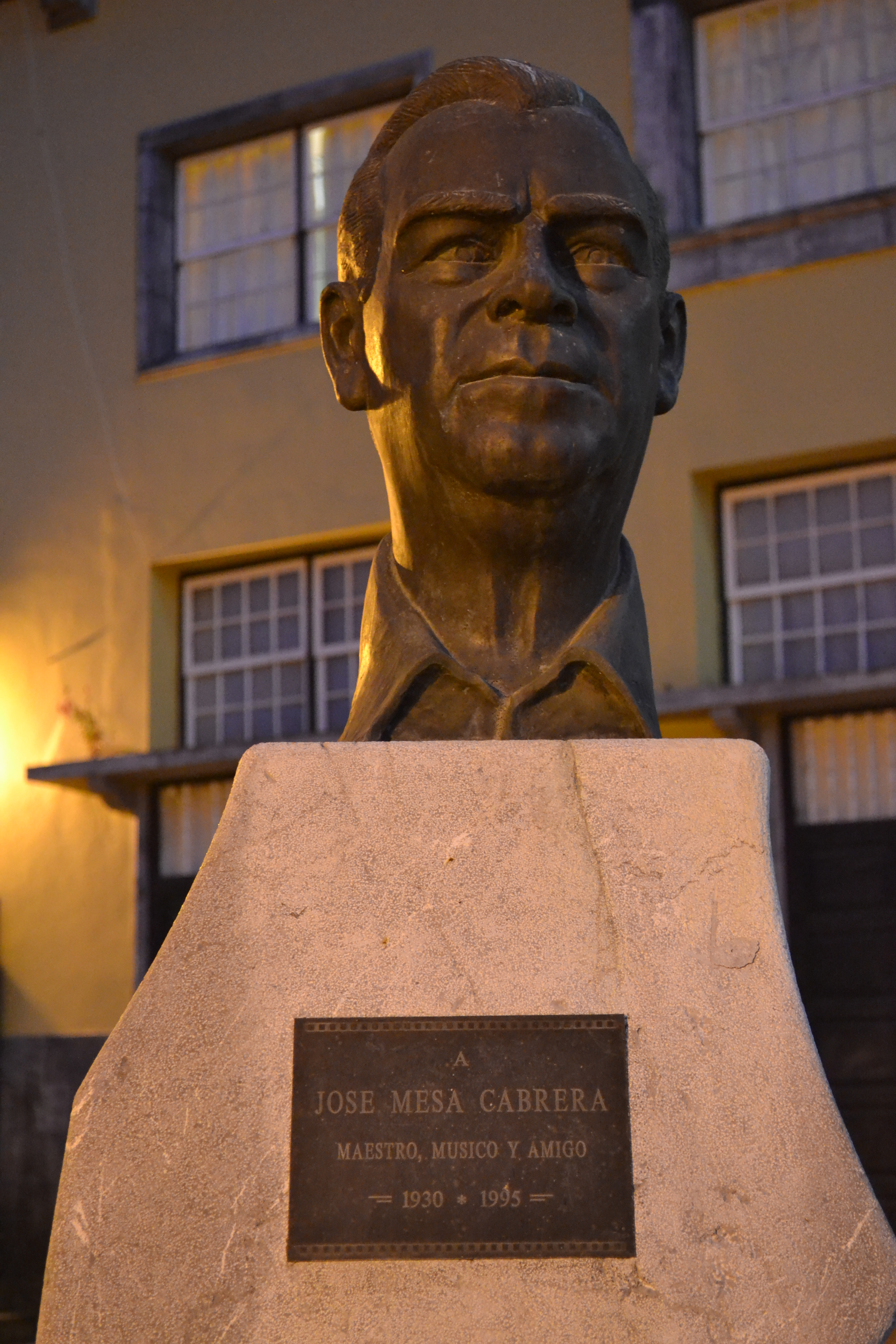
Como homenaje a José Mesa Cabrera, el Ayuntamiento de la Villa de los Realejos erige un busto de bronce, sobre estructura de piedras, creado por el escultor José Luis Marrero.

Que la labor desplegada por Don José Mesa Cabrera, ha calado profundamente en los ambientes musicales de toda Canarias, y de ahí que más de una veintena de bandas venidas desde todos los rincones de la isla, desfilen por las calles del barrio de la Cruz Santa y se concentren en el Campo de Fútbol La Suerte, para mostrar su reconocimiento a quien ha dedicado más de cincuenta años a la noble labor de la enseñanza musical a grandes y pequeños…”. José Vicente González Hernández. Alcalde de la Villa de Los Realejos. 
Fallece el 8 de marzo de 1995, tras una enfermedad irreversible. Durante las exequias, en homenaje a su trayectoria, la banda de la Cruz Santa decide otorgarle el título de “Presidente de Honor” , e incorpora su nombre como denominación, pasando a llamarse Agrupación Musical Cruz Santa “José Mesa Cabrera”. A la finalización del acto se estrenaría la marcha Villanueva obra de éste autor y dedicada a a calle de su infancia crusantera.

### Homenaje
En 1998, fue colocado. en la plaza de la Cruz Santa. un busto de bronce elaborado por el escultor José Luis Marrero, frente a la puerta del cuarto de ensayo de la Banda de Música. Asimismo, la calle paralela al salón de ensayos también recibió el nombre del músico.
El primer disco de la Agrupación Musical Cruz Santa fue presentado en febrero de 2015, en el Auditorio Teobaldo Power de la Villa de La Orotava, bajo el título “Acordes de Ayer y Hoy”, una selección de ocho marchas procesionales que conforman parte del patrimonio musical del municipio Los Realejos. La obra rescató partituras de Jose Mesa Cabrera y otros autores, también desaparecidos, como Florentino Bencomo García y Manuel Plasencia Pérez.
Como parte de la recuperación de las obras de José Mesa Cabrera, el 8 de octubre de 2017, la Agrupación Musical Cruz Santa rescató e interpretó para el público el himno de la Unión Deportiva Cruz Santa, con motivo de la celebración del 50° aniversario del club que se realizó en el Estadio de La Suerte.